# Mörsils sanatorium
Mörsils sanatorium var ett sanatorium i Mörsil i Åre kommun i Jämtlands län.
Bonden Jon Jonsson Mankel grundade anläggningen 1891 tillsammans med sin svärson läkaren Torkel Horney (1860-1951) efter tysk förebild. Denne hade studerat i Berlin och besökt sanatorier både i Schweiz och Tyskland.
Sanatoriet var ett av Sveriges första privata och kompletterades med en parkanläggning. 
Det tyska inflytandet märks delvis fortfarande i den anläggning, som än i dag är bevarad. Sanatoriet bestod av flera byggnader, bland andra huvudbyggnad, badhus samt läkarvilla. Allt detta inneslöts av ett öppet parklandskap med bland annat alléer med björkar, grusade gångar, trädgårdsland samt inhemska träd. 
På sanatoriet behandlades tuberkulos. Vandringar i fjälluften med stunder för vila i ligghallar och betraktelse av landskapet ingick i kuren.
Mörsils sanatorieområde övertogs 1943 av Jämtlands läns landsting, som förvärvade det av Horney. På 1990-talet övertog Åre kommun området.